# Keyzer & De Boer Advocaten
Production
Diffusion
Keyzer & De Boer Advocaten est une série télévisée dramatique néerlandaise en 54 épisodes diffusée entre le 10 octobre 2005 et le 15 juin 2008 sur KRO et NCRV.
La série relate la vie d'un petit bureau d'avocat situé à Amsterdam-Zuid, aux Pays-Bas.

## Distribution
- Bram van der Vlugt : Atty. Marius de Boer
- Henriëtte Tol : Atty. Nina Bisschot
- Porgy Franssen : Atty. Pim Batenburg
- Roos Ouwehand : Atty. Hannah de Swaan
- Daan Schuurmans : Atty. Maarten Lommen
- Mara van Vlijmen : Simone Heling
- Hans Kesting : Prosecutor Frits Oostwegel
- Karien Noordhoff : Atty. Sabrina Santos
- Lineke Rijxman : Prosecutor Marietta Klein
- Daphne Bunskoek : Atty. Ricky van den Hoogen
- Han Kerckhoffs : Judge Haaksbergen
- Cecile Heuer : Judge Hofstra
- Olga Zuiderhoek : Judge Orbons
- Meral Polat : Selma Culik
- Mariëlle van Sauers : Mme Denneboom
- Coby Timp : Mme Ellenbroek

## Production

### Fiche technique
- Titre original : Keyzer & De Boer Advocaten
- Réalisation :
  - Pim van Hoeve
  - Diederik van Rooijen
  - Willem Quarles van Ufford
  - Anne van der Linden
- Pays d'origine :  Pays-Bas
- Langue originale : Néerlandais
- Genre : Dramatique
- Nombre de saisons : 3
- Nombre d'épisodes : 54
- Date de première diffusion : 10 octobre 2005

### Diffusion
La série est diffusée pour la première fois en octobre 2005 sur la chaine Nederland 1. Chaque épisode est regardé par près de 1,5 million de personnes.